# 1959 في فنلندا
فيما يلي قوائم الأحداث التي وقعت خلال عام 1959 في فنلندا.

## سياسة

### انتهاء فترة المنصب
- 13 يناير – كارل أوغست فاغرهولم رئيس وزراء فنلندا.

## مواليد

### مارس
- 15 مارس – ريني هارلن

### أبريل
- 2 أبريل – جوها كانكونن سائق رالي فنلندي.
- 8 أبريل – أرتو يافاناينن لاعب هوكي جليد فنلندي.

### ديسمبر
- 26 ديسمبر – بيرندت آريل

## وفيات

### يوليو
- 5 يوليو – روبن لاغوس (مواليد 1952) عسكري فنلندي.